# Перець японський
Перець японський (Zanthoxylum bungeanum) — вид чагарників родини рутові (Rutaceae), а також спеції, що виготовляються з ягід рослини.

## Поширення
Вид поширений на північному сході Китаю, сході Монголії, у Кореї та Японії.

## Використання
Плоди рослини використовують як спеції. Основний аромат міститься не в насінні, а в коробочці, тому насіння часто взагалі вилучається при заготівлі. Пряність має сильний перцевий запах, до якого можуть домішуватися і цитрусові нотки, і смак із нотами перцю, лимона, анісу, м'яти. При цьому стандартна перцева пекучість у цих плодах практично відсутня. Замість неї японський перець володіє особливою «їдкістю» — здатність викликати в роті ефект поколювання й оніміння близький до дії знеболювальних уколів.
Для сушіння плоди збирають при повній зрілості, коли коробочки вже розкрилися, а насіння готове висіятись. Іншу частину плодів збирають раніше і маринують. Такі мариновані плоди можуть слугувати чудовою пряною закускою.
Виняткова популярна спеція в низці країн, а особливо в Китаї та Японії, де входить неодмінним компонентом в національні суміші прянощів: гостру усянмянь і шічімі тогорасі. Застосовується пряність доволі універсально: для ароматизації страв із м'яса, риби, морепродуктів, молюсків, проте в процесі термообробки японський перець досить швидко втрачає свій аромат, а тому повинен додаватися або до вже готової страви, або незадовго до повної готовності.